# Kate (película)
Kate es una película estadounidense de acción dirigida por Cedric Nicolas-Troyan y escrita por Umair Aleem, protagonizada por Mary Elizabeth Winstead, Miku Martineau, Woody Harrelson, Michiel Huisman y Tadanobu Asano.
Se estrenó el 10 de septiembre de 2021 a través de Netflix.

## Argumento
Tras ser envenenada sin remedio, una implacable criminal tiene menos de 24 horas para vengarse de sus enemigos y, durante el proceso, se forma un vínculo inesperado con la hija de una de sus víctimas anteriores.

## Reparto
- Mary Elizabeth Winstead como Kate[1]
- Miku Martineau como Ani[1]
- Woody Harrelson como Varrick
- Michiel Huisman como Stephen
- Tadanobu Asano como Renji
- Jun Kunimura como Kijima
- Miyavi como Jojima
- Kazuya Tanabe como Shinzo

## Producción
En octubre de 2017, Netflix compra el guion de Umair Aleem. La película es producida por David Leitch, Kelly McCormick, Bryan Unkeless y Scott Morgan. En diciembre de 2018, Cedric Nicolas-Troyan es contratado para dirigir la película. En abril de 2019, Mary Elizabeth Winstead es elegida para ser la actriz principal. En julio de 2019, Woody Harrelson fue contratado. En septiembre, Michiel Huisman, Tadanobu Asano y Jun Kunimura se sumaron al reparto. En noviembre de 2019 se anunció que el grupo de rock Band-Maid aparecería en la película.
El rodaje empezó el 16 de septiembre de 2019 y se acabó el 29 de noviembre de 2019. El rodaje tuvo lugar en Tailandia, Tokio y Los Ángeles.